# روس كوهن
روس كوهن (بالإنجليزية: Ross Cohen)‏ هو مبرمج أمريكي، ولد في 1977.